# Eco-Power Stadium
Het Eco-Power Stadium is een multifunctioneel stadion in Doncaster, Engeland. In het stadion spelen drie sportteams hun thuiswedstrijden: voetbalclub Doncaster Rovers, damesvoetbalclub Doncaster Rovers Belles en rugbyclub Doncaster RLFC. Het stadion werd in 2006 gebouwd en heeft alleen zitplaatsen, 15.231 in totaal.